# Mausoleul de la Igel
Mausoleul de la Igel (în germană Igeler Säule) este un monument funerar roman, datând din secolul al II-lea, situat în Igel, la 9 km vest de Trier, pe malul stâng al râului Mosela, în Renania-Palatinat, Germania.

## Descriere
Monumentul, realizat din gresie roșie, are o înălțime de 27 de metri. Este tipic pentru monumentele cunoscute în Franța sub numele din franceză pile (în română „stâlp”), din care există numeroase exemple care au supraviețuit în Aquitania. Inscripția de pe fațadă indică faptul că a fost un mormânt de familie construit de frații Secundinius Aventinus și Secundinius Securus.
Reliefurile de pe toate cele patru laturi prezintă urme de vopsea. Ele înfățișează scene mitologice: Ahile, Perseu și Andromeda, muncile și apoteoza lui Hercule. De asemenea, ele înfățișează scene cotidiene între negustorii bogați de țesături din Augusta Treverorum (Trier) și clienții lor. Monumentul este încununat de o sculptură care îi reprezintă pe Jupiter și Ganymede fiind purtați spre Olimp de o acvilă (în latină aquila), de la care provine numele localității Igel, în română: „acvilă”.
Săpăturile nu au scos la iveală niciun rest uman în mormânt.

## Destinul monumentului
Monumentul a ajuns până la noi datorită unei interpretări populare eronate care s-a perpetuat de-a lungul secolelor: în epoca creștină, a fost văzut ca fiind imaginea celebrării căsătoriei dintre Constantius Chlorus și Flavia Iulia Helena, părinții lui Constantin cel Mare. Prin urmare, s-a bucurat de protecția autorităților ecleziastice. A servit, de asemenea, ca piatră de hotar, aflându-se la exact 8,8 km sau patru leghe (în latină leuga) de Augusta Treverorum (Trier). Leghea romană (de origine galică) este definită ca fiind egală cu o milă și jumătate de mile romane.
Mausoleul de la Igel a fost inclus pe Lista Patrimoniului Mondial UNESCO în 1986, alături de monumentele romane din Trier (Porta Nigra, amfiteatrul, bazilica lui Constantin, băile Barbarei, podul roman și termele imperiale).
Rheinisches Landesmuseum Trier (Muzeul Renan din Trier) are o reproducere a mausoleului, pictată în culorile originale.

## Galerie de imagini

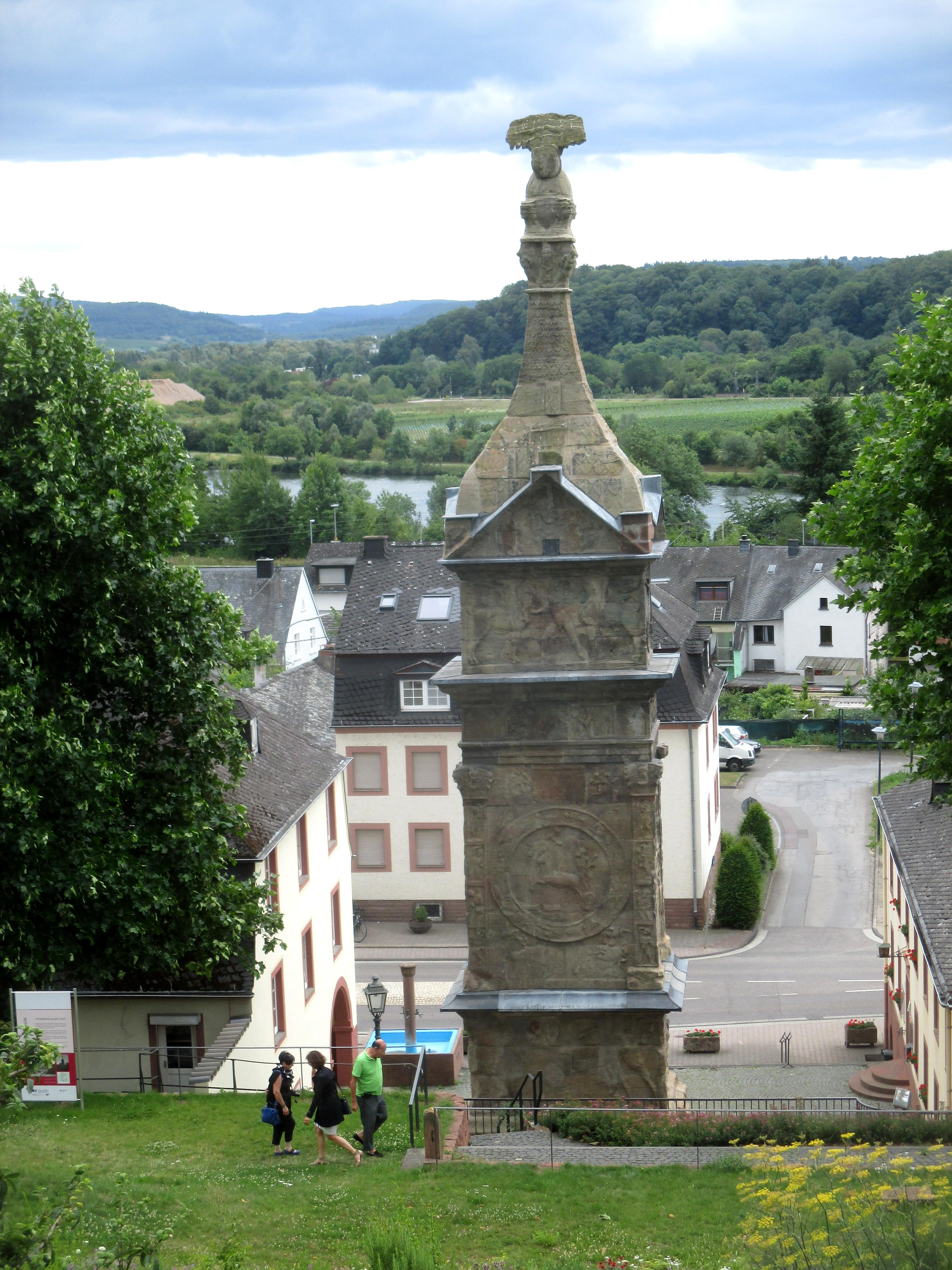
Spatele mausoleului
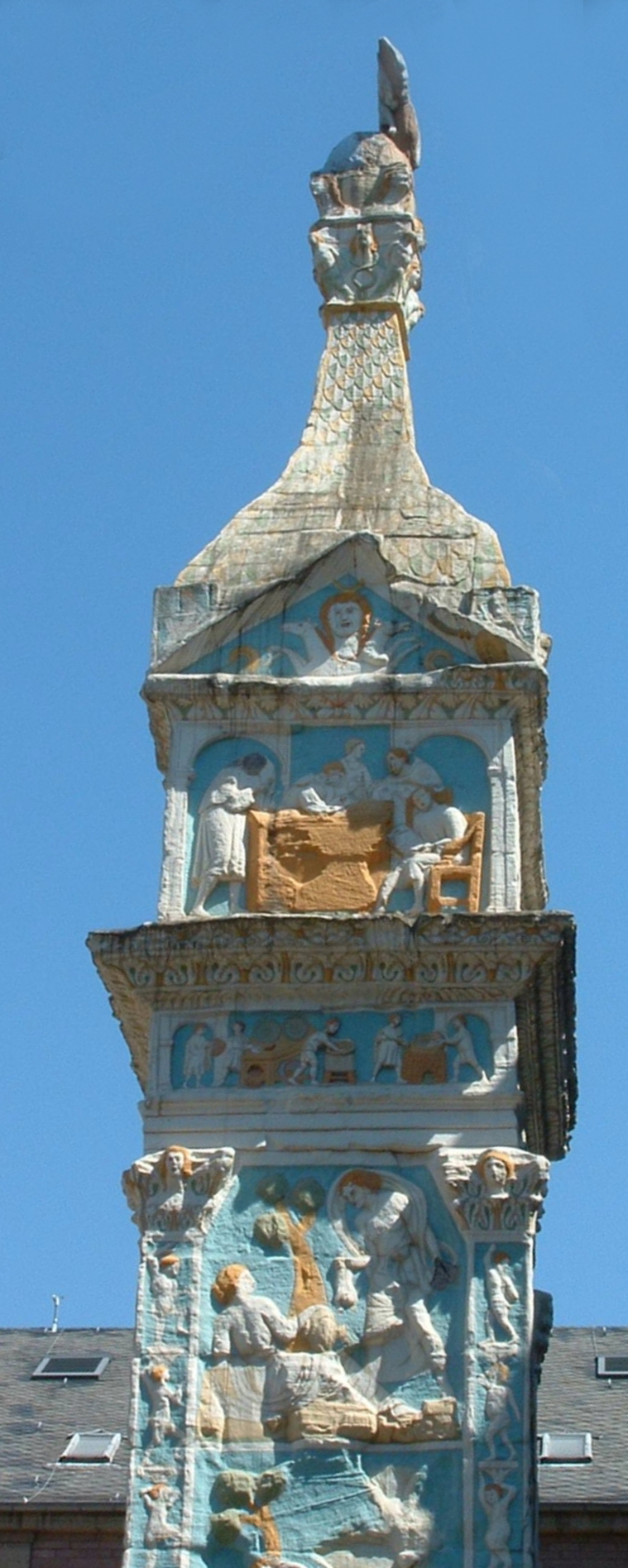
Replică în culori a mausoleului de la Igel (Muzeul Renan din Trier)